# Universidad Femenina Kyōritsu

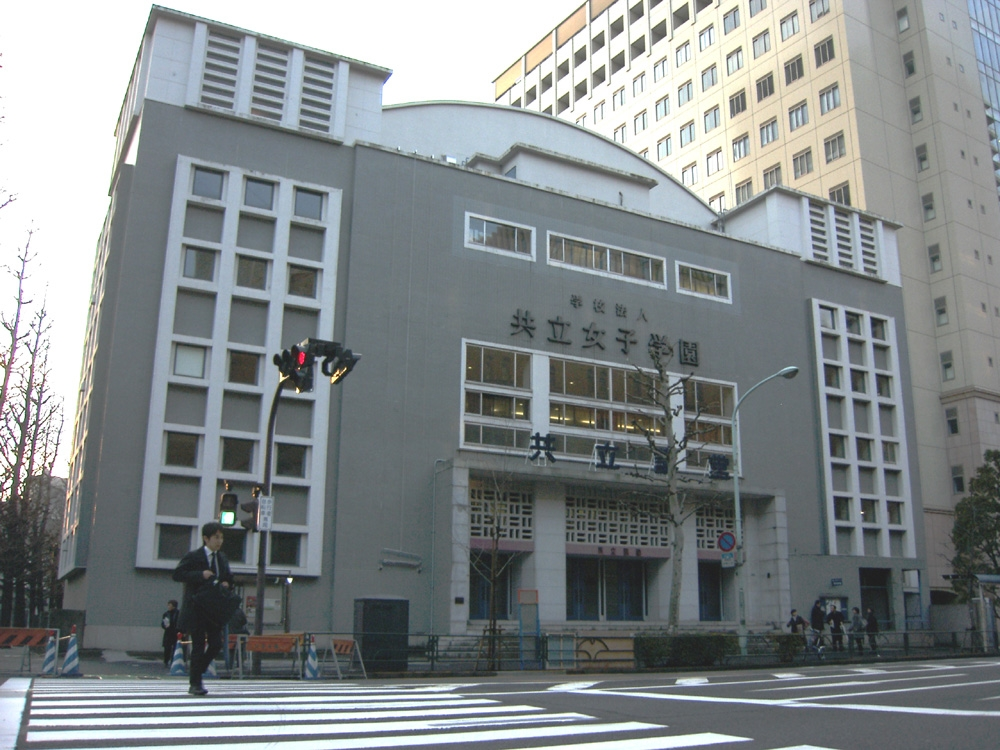
Un auditorio de la Universidad Femenina Kyoritsu.

Universidad Femenina Kyōritsu (共立女子学園 Kyōritsu joshi daigaku?) es una universidad femenina privada en Chiyoda, Tokio, Japón, refundada en 1949. La predecesora de ésta fue una escuela de formación profesional, fundada en 1886. El nombre de "Kyoritsu" significa "Juntos o estar juntos" en japonés, lo que proviene del hecho en que fueron 34 personas las que fundaron la escuela, entre las que se encontraba la educadora Haruko Hatoyama (bisabuela materna del primer ministro japonés Yukio Hatoyama), Kyuichiro Nagai (el padre del escritor Kafu Nagai) y el educador Seiichi Tejima.

## Alumnos
- Noriko Iriyama, actriz.
- Makiko Kuno, actriz.
- Yoko Moriguchi, actriz.
- Eiko Naitō, dibujante.